# Lepenski Vir
Lepenski Vir je mezolitsko in neolitsko najdišče na desni obali Donave v Džerdapski klisuri. Prva arheološka izkopavanja so bila izvedena leta 1965, najpomembnejša pa leta 1967, ko so našli mezolitske skulpture. Z izkopavanjem so končali leta 1971, ko je bilo najdišče preneseno 29,7 m višje, da bi se izognili potapljanju lokacije. Glavni vodja raziskovanja je bil profesor dr. Dragoslav Srejović iz Univerze v Beogradu.
Nastanek kulture Lepenskega Vira in njene svojevrstne umetnosti sega okoli 7000 pr. n. št. Trije faktorji - izolacija, sprememba klime in povečanje lokalne populacije - so bili odločilni za to spremembo. Džerdap - ta največja soteska v Evropi, je od nekdaj predstavljala svet zase, še posebej v zgodnjem holocenu, ko so opustela vsa okoliška ravninska področja. V tem okolju se velika reka neposredno veže v razigrani gorski relief, zaradi česar se na majhnih razdaljah hitro menjajo nadmorske višine (od 50 do 800 m) in se na omejenem prostoru srečuje tudi več ekoloških con. Veliko število mikroekoloških okolij, razporejenih v "nadstropja" med reko in bližnje gore, je omogočalo da se hitro, na kratki poti, najde vse kar je potrebno za življenje: v vodi ribe, na obali najrazličnejše kamnine in minerali, v gozdu divjad, plodovi in gorivo. To naravno bogastvo se je še povečalo v prvih stoletjih 7. tisočletja pr. n. št., ko je splošna otoplitev (začetek boreala) izzvala novo rast vegetacije, in človeku omogočilo stalno bivanje pod vedrim nebom.
Edini "material" za arhitektonsko ustvarjanje s katerim je populacija Džerdapa razpolagala v času naseljavanja prostorsko omejenih donavskih teras, je bila navajenost na skalni prostor v spodmolih ali jamah, zaščitenih s steno in svetlobo, ki se je od vhoda prebijala proti notranjosti.
V vseh fazah te kulture so se gradile samo nastanitve v obliki kroga ali trikotnika (zaobljen krožni izsek) s poševnimi "zidovi", in streho, ki je neposredno nalegala na osnovo. To pomeni, da je populacija te kulture živela v stanovanjih v obliki šotora, oziroma da je stanovanjski prostor vedno razumela kot pečino.
Na Lepenskem Viru se v času 6500-4500 let pr. n. št. ločijo štiri osnovne faze razvoja: Proto-Lepenski Vir, Lepenski Vir I., Lepenski Vir II. in Lepenski Vir III. Prve tri faze predstavljajo lovsko-nabiralniške enote, medtem ko je v četrti fazi zastopana doba prvih poljedelcev in živinorejcev (od 5300 do 4500 pr. n. št.).
Okoli 5300 let pr. n. št. so prebivalci Lepenskega Vira doživeli tako imenovano neolitsko revolucijo. Udomačili so prve živali in se začeli ukvarjati s kmetovanjem. Ta najmlajša faza na Lepenskem Viru pripada kulturi Starčeva. 
Življenje na Lepenskem Viru je zamrlo okoli 4500 pr. n. št., ko so prebivalci odšli iskat večje obdelovane površine.